# Chrysotimus nepalensis
Chrysotimus nepalensis är en tvåvingeart som beskrevs av Yang, Saigusa och Kazuhiro Masunaga 2008. Chrysotimus nepalensis ingår i släktet Chrysotimus och familjen styltflugor.
Artens utbredningsområde är Nepal. Inga underarter finns listade i Catalogue of Life.